# Jure Leben
Jure Leben, slovenski politik in okoljevarstvenik; * 22. april 1981, Ljubljana. 
Leben je nekdanji slovenski minister za okolje in prostor Republike Slovenije.

## Mladost in izobraževanje
V mladosti se je aktivno ukvarjal s košarko, kar ga je vodilo tudi v Združene države Amerike. Tam je študiral ocenjevanje in varstva okolja, nato pa deloval v britanskem transportnem inštitutu Transport Research Laboratory. V Združenem kraljestvu je izobraževanje nadaljeval na Oxfordu, kjer se je specializiral na področju okolja in na Univerzi Hertfordshire, kjer je magistriral iz filozofije.

## Politika
Leta 2008 se je zaposlil na Centru za obnovljive vire energije in varstvo okolja v Pivki, nato pa deloval v službi vlade za podnebne spremembe. Leta 2012 se je zaposlil na ministrstvu za kmetijstvo in okolje. Leta 2014 je pristopil novo ustanovljeni Stranki Mira Cerarja (kasneje Stranka modernega centra). Cerarjeva vlada ga je ob nastopu imenovala na mesto državnega sekretarja na Ministrstvu za okolje in prostor Republike Slovenije. Po slabem mesecu je bilo ugotovljeno, da se je Leben predstavljal kot magister znanosti, čeprav naziva ni pridobil. Predsedniku vlade in resorni ministrici je ponudil svoj odstop, ki sta ga sprejela. Leben se je takrat kot svetovalec zaposlil v stranki SMC.
Cerarjeva vlada je Lebna čez dve leti, poleti leta 2016, imenovala na mesto državnega sekretarja na Ministrstvu za infrastrukturo Republike Slovenije, kjer je bil zadolžen za infrastrukturni projekt 2. tir Divača-Koper. Ker je Ustavno sodišče Republike Slovenije razveljavilo prvi referendum o drugem tiru, je odstopila 12. vlada Republike Slovenije.
SMC je po volitvah leta 2018 Lebna predlagala za ministra za okolje in prostor v novi, 13. vladi Republike Slovenije pod vodstvom Marjana Šarca. Po petih mesecih mandata so v javnost prišle informacije o preplačanosti makete, ki je v Kopru prikazovala potek drugega tira. Špekuliralo se je tudi o finančnih koristih stranki SMC. Leben, ki je takrat bdel nad projektom, je 27. februarja 2019 podal svoj odstop, ki ga je premier Šarec sprejel. Predsednik SMC Miro Cerar je ob tem Lebnu izrazil zaupanje. Januarja 2020 je bilo sporočeno, da Leben v preiskavi ni bil med osumljenci. Po odstopu z ministrskega mesta se je Leben zaposlil kot vodja projekta Bežigrajski športni park, investitorja Joca Pečečnika.
V začetku januarja 2021 je Leben v oddaji Studio City napovedal ustanovitev nove zelene stranke. Ta naj bi združila številne akterje na področju zelene politike. Stranka se je imenovala Zelena dejanja (Z.DEJ) in njen kongres je potekal 8. maja 2021 preko spleta. Stranka sicer ni dosegla opaznejše vloge. Januarja 2022 je Leben napovedal odstop z vrha stranke in iz politike. 26. januarja 2022 je vodenje stranke prevzel poslovnež Robert Golob in jo preimenoval v Gibanje Svoboda. Stranka je nato zmagala na državnozborskih volitvah aprila istega leta. Jureta Lebna se je v povezavi s stranko ponovno začelo omenjati jeseni 2023, ko je predsednik vlade Robert Golob evidentiral morebitne nove ministre za naravne vire in prostor, a Leben naposled minister ni postal.

## Zasebno
Živi na Vrhu nad Želimljami. 
Z ženo Katjo Gaspari Leben sta javno spregovorila o neplodnosti in posvojitvi. Leta 2013 sta posvojila deklico iz Gvineje Bissau in leta 2020 deklico iz Sierra Leone.